# 三井山野炭鉱
三井山野炭鉱（みついやまのたんこう）とは、福岡県嘉穂郡稲築町（現在は合併して嘉麻市）に存在した炭鉱のこと。筑豊炭田における三井鉱山（後に日本コークス工業）の主力鉱であった。

## 歴史
- 1898年（明治22年） - 開山
- 1959年（昭和34年）12月21日 - 山野鉱業所第1坑（坑口から約10km地点）で爆発事故が発生。死亡7人、重軽傷者24人[1]。
- 1965年（昭和40年）6月1日 - 大規模なガス爆発事故が発生（後述）。
- 1973年（昭和48年） - 閉山。

## 山野炭鉱ガス爆発事故
1965年6月1日正午頃、メタンガスが突出した後、何らかの火が引火し、爆発が発生した。死者237名、負傷者38名を出す大事故となった。爆発が入気坑道で起きたため、一酸化炭素が深部に流れ込み、死者の9割が一酸化炭素中毒であった。戦後の炭坑事故としては、2年前（1963年）の三井三池鉱の炭じん爆発事故に次ぐ惨事である。
事故後、会社側がガスの自動警報装置を設けていなかったことやガスを坑道の外に出す措置を怠るなどの保安対策上の大きな過失が指摘され、厳しい批判を受けた。経営する山野鉱業の親会社、旧三井鉱山側を相手取った損害賠償請求訴訟は、1989年までに和解した。2004年の40回忌を機に遺族会が高齢化等を理由に解散したものの、神社跡に現在も慰霊碑が残っている。

## その他
1950年（昭和25年）12月8日に三井山野炭鉱の銭台坊炭鉱住宅で一家4人が殺害される事件（銭台坊事件）が発生し、未解決となっている。